# Barberino di Mugello
Barberino di Mugello (pronuncia: /barbeˈrino di muˈd͡ʒɛllo/) è un comune italiano di 10 953 abitanti della città metropolitana di Firenze in Toscana.
Il territorio comprende le frazioni Cavallina, Galliano di Mugello, Montecarelli e altre località, tra le quali Mangona. Nel comune è localizzata la Villa medicea di Cafaggiolo, dal 2013 nell'elenco del patrimonio dell'umanità dell'UNESCO.

## Geografia fisica
- Classificazione sismica: zona 2 (sismicità medio-alta), Ordinanza PCM 3274 del 20/03/2003
- Classificazione climatica: zona E, 2178 GG
- Diffusività atmosferica: media, Ibimet CNR 2002

### Geo-morfologia del territorio
La valle del Mugello è interposta tra il crinale degli Appennini e il corso del fiume Arno dal quale è separata da una catena parallela.
La montagna è tagliata da due valli con cime tabulari e a cupola.
Il paesaggio è vario con gruppi di colline che si elevano dalle valli e dai torrenti.
Il fiume che attraversa la valle è la Sieve che nasce proprio nel territorio del comune di Barberino di Mugello nella zona di Montecuccoli (Caposieve). La Sieve ha un bacino imbrifero di circa 833 km² e si immette nell'Arno a Pontassieve dopo 58 km di corso. Questo bacino originariamente era chiuso ed ospitò durante l'era terziaria un lago.
Questo lago si svuotò in seguito all'incisione dello sbarramento meridionale che lo mise in comunicazione con la Valle dell'Arno.
Il lago di Bilancino realizzato verso la fine del Novecento testimonia come il bacino della Sieve e dei suoi affluenti hanno sempre costituito una risorsa per Firenze dal punto di vista dell'approvvigionamento idropotabile.
Questo invaso è nato con lo scopo della regimazione delle piene della Sieve e come riserva idrica per Firenze, poi ha assunto anche connotazioni turistiche portando al territorio un inestimabile impulso turistico ancora in divenire.

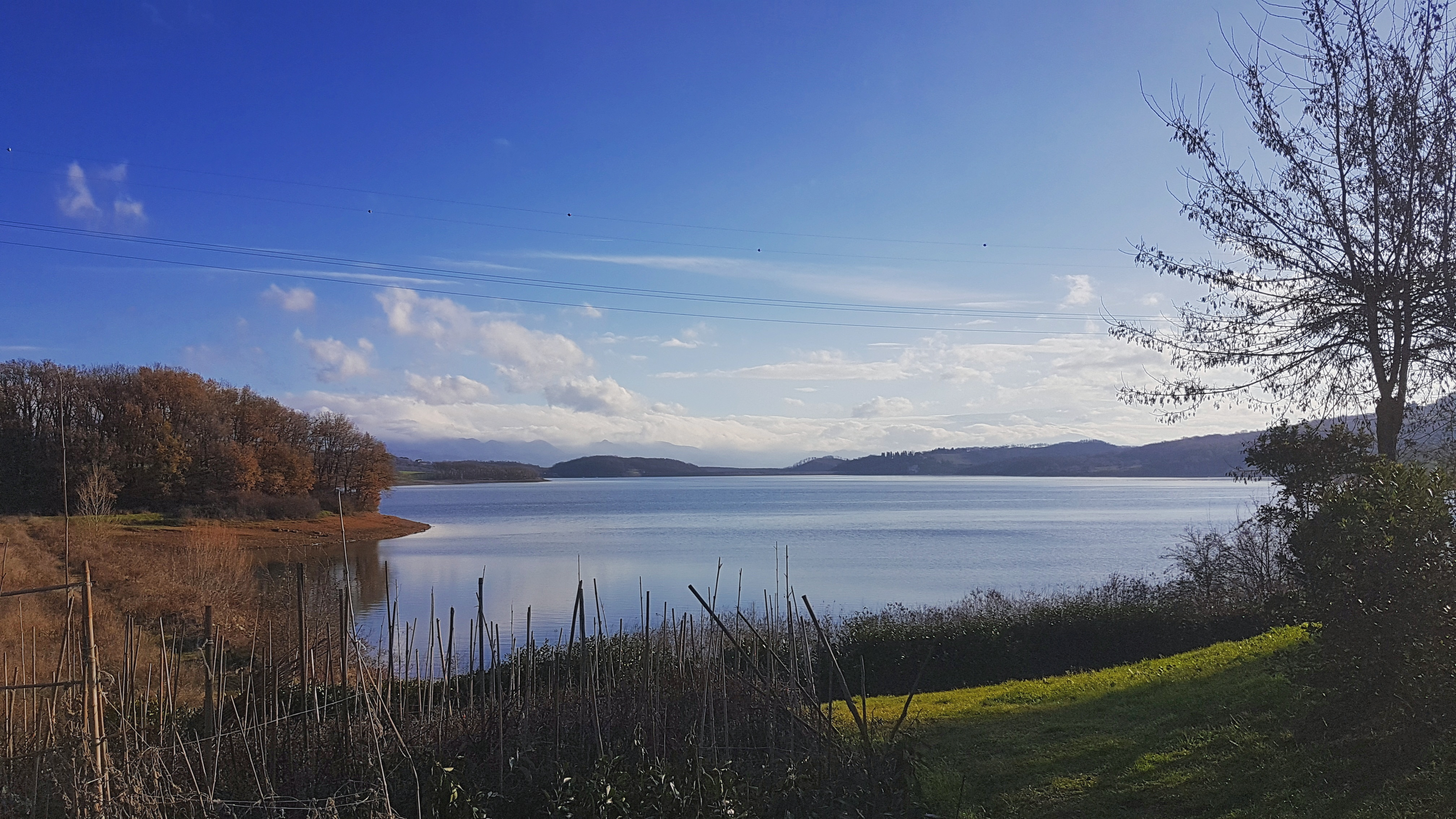
Lago di Bilancino

## Storia

### Era paleolitica
Solo in tempi recenti sono state condotte più regolari ed approfondite sulla natura del Mugello.
Da uno studio del 1965 di Guido Sanesi emerge un chiaro rapporto tra la morfologia del territorio e le varie stratificazioni evolutive testimoniato anche dal ritrovamento di reperti fossili che hanno consentito di datare i vari paleo-suoli.
Sinteticamente la storia del bacino fa riferimento a 3 periodi:
1. sedimentazione lacustre (lago villafranchiano)
2. sedimentazione fluviale
3. terrazzamenti

I geologi ritengono che durante l'era terziaria la zona del Mugello fosse coperta dal mare aperto e di seguito dal bacino chiuso di acqua dolce sul cui fondo si accumularono i detriti dovuti all'erosione prodotta dalle acque piovane e fiumi che scendevano dai monti. L'ipotesi del Chini è che in seguito alle alluvioni si siano accumulati detriti in quantità tale da formare le colline ed in basso il lago.
La conca di Barberino costituisce una depressione tettonica minore rispetto a quella più ampia e profonda del Mugello centrale anche se entrambe furono occupate senza soluzione di continuità da grande lago villafranchiano del Mugello.
Una testimonianza della presenza di questa sedimentazione è stato io ritrovamento di fossili quali (secondo il Niccolai) la costola di Palaorynchus (balena) probabilmente quella esposta sulla facciata di una casa del borgo di Cafaggiolo. Testimonianza invece della presenza del bacino è la presenza di numerosi banchi di lignite che sono tipici del territorio di Barberino di Mugello che per anni ha ospitato l'attività di estrazione di tale minerale.
Durante i lavori per la realizzazione dell'invaso di Bilancino (pubblicazione del 1998 ad opera di Aranguren e Revedin) hanno portato alla luce un insediamento all'aperto proprio nella zona a monte dell'invaso che risale a 30000 anni fa. Questo insediamento è venuto alla luce in località il Piano a quota 238 metri slm su un terrazzo del fiume Sieve in prossimità della sua confluenza con il torrente Stura a una distanza di circa 450 m da entrambi i corsi d'acqua. Il sopralluogo condotto dal Gruppo Archeologico di Scarperia nel corso dei lavori per la realizzazione dell'invaso artificiale portarono, nell'agosto del 1990, alla scoperta dell'industria litica nel terreno di risulta, che ha portato poi alla programmazione di uno scavo per verificare l'entità del deposito antropico.
Questi primi saggi misero in luce l'importanza e la consistenza del rinvenimento immediatamente riferibile in base alla morfologia dell'industria al Gravettiano a bulini di Noailles. Nel sito di Bilancino la lavorazione della selce (sono stati rinvenuti circa 43000 campioni litoidi) era rivolta alla fabbricazione di strumenti specializzati. il tipo di insediamento non era stabile, ma stagionale. Probabilmente si trattava di un accampamento estivo dedito ad un tipo di caccia e pesca legato all'ambiente palustre anche se questa ipotesi non si sposa con la tipologia degli strumenti ritrovati, i suddetti bulini non idonei per attività venatorie, tali strumenti invece affiancati alla presenza di vegetazione palustre hanno suggerito l'ipotesi che si trattasse di un gruppo antropico dedito alla lavorazione delle suddette piante per l'intreccio, la costruzione di capanne, stuoie, graticci, recipienti, indumenti, corde e legacci.
Di primaria importanza era senza dubbio la lavorazione della tifa, un'erba spontanea che si sviluppa in stagni di acque dolci di circa 1 metro di profondità. L'epoca della raccolta è l'estate ed in particolare il mese di agosto. Il materiale veniva disteso a ventaglio con le cime accostate per asciugarlo in modo uniforme. Dopo due settimane veniva legato in fasci e portato a Villanova: la prima fase della lavorazione consisteva nella separazione delle foglie esterne da quelle interne. Il primo manufatto che ne usciva era la funicella rustica e in seguito altri manufatti tutti riconducibili ad un'evoluta tecnica di intreccio.
Le implicazioni di questa scoperta sono sotto alcuni aspetti rivoluzionarie; le comunità del Paleolitico superiore erano in grado di utilizzare alcune piante selvatiche per la produzione anche di alimento sofisticati: la farina di tifa impastata con acqua, ridotta in foglia e cotta, poteva essere utilizzata per la produzione di gallette. Quindi dalla raccolta e dal consumo diretto di vegetali selvatici si a passa alla produzione di alimenti derivati attraverso una complessa serie di operazioni che richiedono anche uso di strumenti specializzati.

### Epoca etrusca e romana
La tradizione vuole che sia stata la tribù ligure dei Magelli ad abitare per prima la zona, ma sicuramente, quando questi vi giunsero, prima dell'invasione etrusca, già altri popoli risiedevano stabilmente nell'area.
Alcuni studiosi (Repetti) mettono in relazione il nome di questa tribù con l'origine del termine "Mugello" impiegato già in fonti letterarie del VI secolo d.C. per identificare la regione, ma esistono anche ipotesi etimologiche diverse. Per esempio il linguista Silvio Pieri e il Tagliavini fanno derivare la parola "Mugello" dal locativo lativo Ad Mucellos, essendo Mucellus il diminutivo in –ellus di un nome di persona Mucius di supposta origine etrusca. Questi linguisti riconoscono non essere molto frequente un toponimo da nome personale senza il suffisso prediale –anum, ci si attenderebbe quindi un Mucellianum, ma data la consuetudine linguistica di questi luoghi è tipico sentire chiamare ad esempio la contrada abitata dalla famiglia Braschi come il "Brasco" e altri toponimi similari.
Ai Magelli seguirono dunque gli etruschi che, con molta probabilità, tracciarono un primo abbozzo della rete viaria dell'area. Una serie di percorsi che univano in origine Fiesole a Felsina — l'attuale Bologna — e che poi ampliati e migliorati dai romani hanno avuto una grande importanza nella storia del Mugello.
L'insediamento romano nel Mugello si fa risalire al III-IV secolo a.C. Anch'esso fu piuttosto diffuso sul territorio come testimonia il ritrovamento qua e là dei numerosi reperti archeologici (monete, urne sepolcrali, resti di tombe e muraglie) e la ricorrenza frequente di toponimi che presentano la terminazione prediale in -ano e -ana come ad esempio Marcoiano, Galliano e Lucignano che derivano direttamente dalla pratica fiscale e amministrativa romana.
Tuttavia il Mugello in quest'epoca non ebbe un ruolo centrale nel contesto dell'impero, probabilmente l'ambiente collinare mal si adattava alle colture a carattere estensivo tipiche dell'età imperiale e quindi rimase un'area marginale.
A Barberino rimane il ricordo di un'antica strada romana, prima etrusca, che passava su questo territorio e stazionava a Vigesimo nella ventesima pietra miliare (ad vigesimum lapidem) che i romani avevano posto sulla strada che giungeva da Firenze a Fiesole e portava nell'Emilia-Romagna attraverso le Croci di Combiate dove esistono testimonianze della presenza del popolo romano: frammenti di vasi, avanzi di mura.
È accertato che sulla riva destra del torrente Stura esistesse il borgo di Vigesimo che è l'origine del borgo di Barberino.
Il borgo di Vigesimo coincide con il luogo dove sorge anche l'omonima abbazia di Santa Maria a Vigesimo che, negli anni 2000, è stata oggetto di un consistente intervento di restauro che ne ha anche cambiato la funzione da sede religiosa a residenziale.
Questa badia infatti fu fondata da san Giovanni Gualberto nell'XI secolo come ospizio per i viandanti che transitavano in direzione del Passo della Futa. All'interno del complesso era presente un chiostro con il pozzo esimio esempio di architettura abbaziale dei quali oggi, dopo l'intervento suddetto, non rimane più memoria.
Il borgo di Vigesimo non era solo una stazione di posta, ma aveva anche mansioni di tipo militare.
Questo borgo però venne raso al suolo nel V secolo d.C. con le invasioni barbariche.

### Epoca medioevale

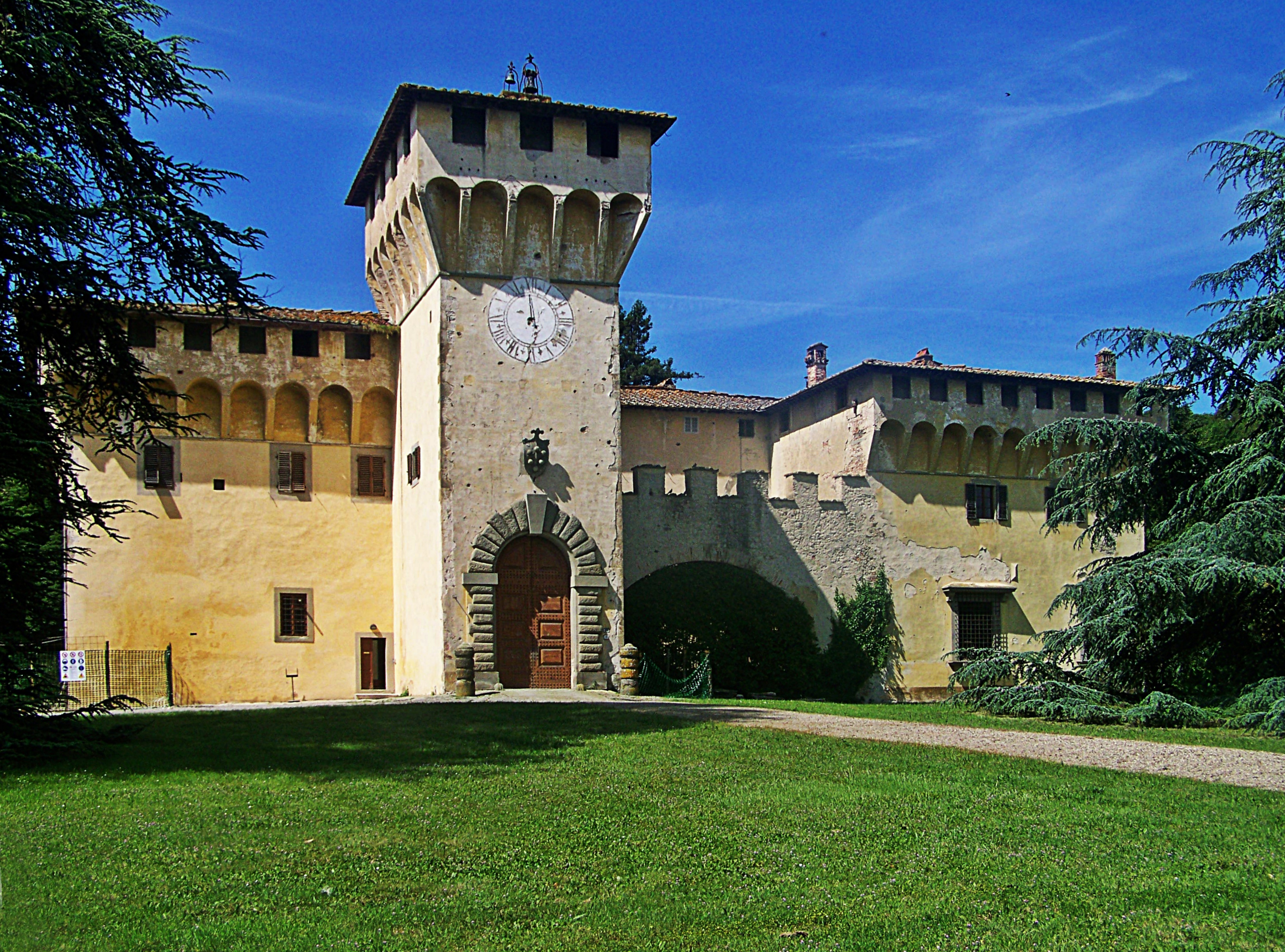
Villa di Cafaggiolo, frazione di Barberino di Mugello.

Nel 476, con la caduta dell'Impero Romano d'Occidente, tutta l'Italia subisce le invasioni dei popoli germanici e le notizie sul Mugello si fanno vaghe. La vicina Firenze venne distrutta dagli Ostrogoti nel 552 e alla fine del VI secolo cadrà sotto il dominio longobardo come del resto gran parte dell'Italia settentrionale e centrale. Resteranno fuori dal regno longobardo solo i territori che coincidono con l'attuale Lazio, parte dell'Umbria e il versante adriatico da Venezia ad Ancona fino al crinale appenninico che rimarranno in mano agli esarchi bizantini rimasti a Ravenna. Dunque il Mugello si trova ora in un'area di confine, oggetto di forti tensioni e continui colpi di mano da parte dei due eserciti nemici.
Di conseguenza se il territorio del Mugello un tempo costituiva un'importante via di comunicazioni verso il nord adesso l'instabilità dell'area consiglia ai re longobardi a utilizzare per i loro spostamenti un passaggio più sicuro a occidente, attraverso la Cisa, facendo così crescere l'importanza della strada che, venendo da Milano e Pavia attraversa Piacenza e sbocca a sud oltre gli Appennini a Sarzana, la cosiddetta via Francigena che diverrà poi in questo modo l'asse principale delle comunicazioni tra i paesi del nord-ovest europeo e Roma.
La capitale stessa del ducato longobardo di Toscana diverrà Lucca, attraversata appunto da questa strada e ciò relegherà Firenze, e insieme con essa il Mugello che nei secoli successivi ne condividerà in gran parte le sorti, ancora a un ruolo secondario. Almeno fino alla conquista del regno longobardo da parte dei Carolingi.
L'unica testimonianza che rimane sul territorio di Barberino di tale epoca è quella di nomi prettamente longobardi come Cafiaggio e Cafaggiolo.
Durante l'età feudale i dominatori della valle orientale furono i Guidi e a occidente gli Ubaldini. Risulta storicamente che nell'alto Medioevo Barberino fosse uno dei guardinghi della famiglia degli Ubaldini costruito nel 559 (L: Chini). Venne costruito in questa epoca anche la rocca dei Cattani di Combiate “a cavaliere dell'antica strada che ascende l'Appennino della Futa”. Una carta del 1088 mostra che la rocca chiamata “castello” aveva uno stemma comporto da una testa con tre barbe come confermato anche da un bassorilievo nell'architrave della porta. Da questo stemma forse derivò il nome della famiglia Da Barberino discendente dai Cattani e poi il nome del paese.
Poche notizie si hanno comunque dell'antica origine del borgo, esistono testimonianze di una piccola borgata fin dall'XI secolo come testimonia il Repetti. Infatti in una pergamena del manoscritto della Badia di Passignano del mese di marzo del 1074 Guido del fu Manfredo da Barberino e Rodolfo suo figlio “promettono a Leto, abate del detto monastero” di non recar molestia ai possessi spettanti alla chiesa di S. Maria a Vigesimo posta in luogo de “La Valle” nel popolo di San Gavino Adimari.
Altre testimonianze documentali di quell'epoca riportano notizie di Barberino e quindi si può affermare che l'origine sia intorno all'XI secolo e che la storia del borgo sia legata a quella del castello.
Un proclama di Carlo Magno conferisce nell'801 alla famiglia degli Ubaldini la "signoria del gioioso paese del Mugello".
Negli studi del Niccolai troviamo notizie sul nuovo assetto del Mugello al finire del Trecento. I popoli sono aggregati in un certo numero di pivieri ossia varie parrocchie che fanno riferimento a popoli riunite sotto la giurisdizione di un pievano, ognuno con le proprie leggi e propri magistrati (potestà, notai, gonfalonieri, consoli). Nel nuovo borgo di Barberino si trasferisce da Mangona la residenza del potestà che alla fine del XIV secolo era governatore con gli statuti della lega di Santa Reparata a Pimonte.
Quindi il paese di Barberino di Mugello è nato come vero e proprio centro solo nel Medioevo, con la realizzazione della strada della Futa; tutta l'area divenne un importante centro economico. Il comune segue le vicende di Firenze dagli inizi del Trecento, vale a dire da quando il castello fu distrutto dai fiorentini come punizione del tradimento dell'anno precedente, quando aveva appoggiato i Visconti.

### Simboli
Lo stemma è stato riconosciuto con DPCM del 15 marzo 1951.
Il gonfalone è stato concesso con DPR del 25 giugno del 1952.

## Monumenti e luoghi d'interesse

### Architetture religiose
- Chiesa di Santa Lucia allo Stale
- Chiesa di Santa Maria a Collebarucci
- Pieve di Santa Reparata a Pimonte
- Chiesa di Santa Maria a Campiano
- Chiesa di San Michele a Montecarelli
- Chiesa di San Lorenzo alle Croci, nel 1386 essa era retta dagli Ubaldini di Galliano. Nel 1903 ebbe come parroco don Alessandro Sostegni che, il 16 giugno 1935 dette inizio alla costruzione della Chiesa dell'Immacolata. La chiesa di San Lorenzo alle Croci, che possiede un campanile a torre, fu unita nel 1935 alla chiesa di San Michele a Cintoia, distante da essa circa un chilometro.
- Chiesa di Sant'Andrea a Camoggiano, risalente alla seconda metà del XV secolo, l'edificio rivela un'elevata qualità architettonica, soprattutto nella facciata a loggetta, realizzata in pietra serena e intonaco bianco, con evidenti richiami al prospetto della Cappella Pazzi a Firenze.
- Chiesa di Santa Maria di Vigesimo, monastero edificato dai vallombrosani nel 1074, ma gran parte dell'assetto attuale risale al XVIII secolo. La chiesa ha una ricca facciata tardo barocca.
- Pieve di San Silvestro, la parrocchia è documentata fino dal 1353.
- Chiesa dei Santi Jacopo e Maria, originata dall'unione della chiesa di Santa Maria a Latera soppressa nel 1516 e dell'Oratorio di San Jacopo alla Cavallina, edificato un secolo prima dalla famiglia Giugni, assumendo il titolo di parrocchia dei Santi Jacopo e Maria.
- Pieve di San Bartolomeo (Barberino di Mugello), di origine antichissima, ebbe il patronato degli Ubaldini da Galliano. L'edificio attuale risale al 1845 – 1847.
- Pieve di San Gavino Adimari, la pieve risulta documentata già nel 1038.
- Pieve di San Giovanni in Petroio, documentata nel 1078, la pieve era direttamente controllata dal vescovo fiorentino.
- Chiesa di Santo Stefano a Rezzano, la parrocchia fu soppressa nel 1545 e riunita a quella di San Michele a Cintoia, la quale nel 1935 fu soppressa a sua volta e unita alla Chiesa di San Lorenzo alle Croci.

### Architetture civili

#### Castelli
- Castello di Barberino in Via di Castello - Barberino di Mugello
- Castello di Villanova in SS. della Futa - Loc. Le Maschere - Barberino di Mugello

#### Ville
- Villa Torre il Palagio in via del Torracchione 8 in località Cavallina
- Villa Le Maschere in località Le Maschere
- Villa medicea di Cafaggiolo Via Nazionale, 16 Barberino di Mugello

#### Teatri
- Teatro comunale di Barberino di Mugello

#### Altro
- Diga di Bilancino
- Tabernacolo del Castelluccio

### Architetture militari
- Castello di Villanova

## Società

### Evoluzione demografica
Abitanti censiti

### Etnie e minoranze straniere
Secondo i dati ISTAT al 31 dicembre 2015 la popolazione straniera residente era di 1035 persone.
Le nazionalità maggiormente rappresentate in base alla loro percentuale sul totale della popolazione residente erano:
- Albania 425 3,92%
- Romania 329 3,04%

## Geografia antropica

### Frazioni
Il territorio comunale di Barberino di Mugello comprende, oltre al centro capoluogo, altre tre frazioni:
- Cavallina (270 m s.l.m., 1729 abitanti)
- Galliano (295 m s.l.m., 1041 abitanti)
- Montecarelli (520 m s.l.m., 51 abitanti)

### Altre località del territorio
Nel comune di Barberino di Mugello sono comprese altre numerose località. Le più rilevanti sono quelle di Bovecchio, Cafaggiolo, Cirignano, Cornocchio, Latera, Le Maschere, Mangona, Montecuccoli, Monte di Fò, Santa Lucia e Ruzza.

## Infrastrutture e trasporti

### Mobilità urbana
I trasporti interurbani di Barberino di Mugello vengono svolti con autoservizi di linea gestiti da Autolinee Toscane. È presente inoltre lo svincolo di Barberino del Mugello dell’Autostrada del Sole.

## Amministrazione
Di seguito è presentata una tabella relativa alle amministrazioni che si sono succedute in questo comune.
| Periodo        | Periodo        | Primo cittadino    | Partito                                                        | Carica  | Note  |
| -------------- | -------------- | ------------------ | -------------------------------------------------------------- | ------- | ----- |
| 19 luglio 1985 | 29 giugno 1990 | Bruno Gori         | Partito Comunista Italiano                                     | Sindaco | [ 9 ] |
| 3 luglio 1990  | 24 aprile 1995 | Paolo Cocchi       | Partito Democratico della Sinistra, Partito Comunista Italiano | Sindaco | [ 9 ] |
| 24 aprile 1995 | 14 giugno 1999 | Paolo Cocchi       | lista civica                                                   | Sindaco | [ 9 ] |
| 14 giugno 1999 | 14 giugno 2004 | Gian Piero Luchi   | lista civica                                                   | Sindaco | [ 9 ] |
| 15 giugno 2004 | 8 giugno 2009  | Gian Piero Luchi   | centro-sinistra                                                | Sindaco | [ 9 ] |
| 8 giugno 2009  | 26 maggio 2014 | Carlo Zanieri      | centro-sinistra                                                | Sindaco | [ 9 ] |
| 26 maggio 2014 | in carica      | Giampiero Mongatti | Partito Democratico, Partito Socialista Italiano, lista civica | Sindaco | [ 9 ] |

### Gemellaggi
- Betton, Francia
- Laurenzana, Italia
- Yraifia, Repubblica Democratica Araba dei Sahraui
- Torrelodones, Spagna

## Sport
Il comune è stato scelto come sede di partenza della 8ª tappa del Giro d'Italia 2007 (Barberino di Mugello-Fiorano Modenese, 200 km)
- Polisportiva Mugello 88
- A.S.D. Spartaco Banti Barberino
- A.S.D. Runners Barberino
- G.S. Gastone Nencini
- Cavallina Calcio

## Curiosità
- A Barberino di Mugello Lorenzo il Magnifico ambienta il suo poema Nencia da Barberino.
- Nella suddetta città è nato il leader del Partito Socialista Italiano Riccardo Nencini, nipote del celebre ciclista Gastone Nencini.
- Tra gli anni '50 e '60, durante la costruzione dell'Autostrada A1 (Italia), molti operai che all'epoca lavoravano nel tratto appenninico tra Barberino e il versante bolognese, erano originari di Laurenzana, in provincia di Potenza. Alla fine dei lavori molti di loro decisero di stabilirsi definitivamente a Barberino con le proprie famiglie, creando così una piccola comunità lucana.